# Pegunungan Iyang
Pegunungan Iyang är en bergskedja i Indonesien. Den ligger i den västra delen av landet, 800 km öster om huvudstaden Jakarta.
Pegunungan Iyang sträcker sig 51 km i öst-västlig riktning. Den högsta punkten är 32 768 meter över havet.
Topografiskt ingår följande toppar i Pegunungan Iyang:
- Gunung Alastengah
- Gunung Argopuro
- Gunung Cemorokandang
- Gunung Gambir
- Gunung Gilap
- Gunung Gugur
- Gunung Jambangan
- Gunung Karangsela
- Gunung Kene
- Gunung Klanang
- Gunung Krincing
- Gunung Kukusan
- Gunung Kupang
- Gunung Lamongan
- Gunung Lawang Kidul
- Gunung Lawang Lor
- Gunung Malang
- Gunung Malang
- Gunung Masigit
- Gunung Pandan
- Gunung Panggung
- Gunung Petung
- Gunung Piring
- Gunung Rabjan
- Gunung Sahing
- Gunung Saing
- Gunung Selikiran
- Gunung Semeru
- Gunung Tarub
- Gunung Tarublamongan
- Gunung Tengah
- Gunung Tumpuk